# Ринг, Лудгер том Старший
Лудгер том Ринг Старший (нем. Ludger tom Ring der Ältere; 1496[…], Мюнстер — 3 апреля 1547, Мюнстер) — немецкий художник, представитель Северного Возрождения. Основатель династии художников том Ринг.

## Биография

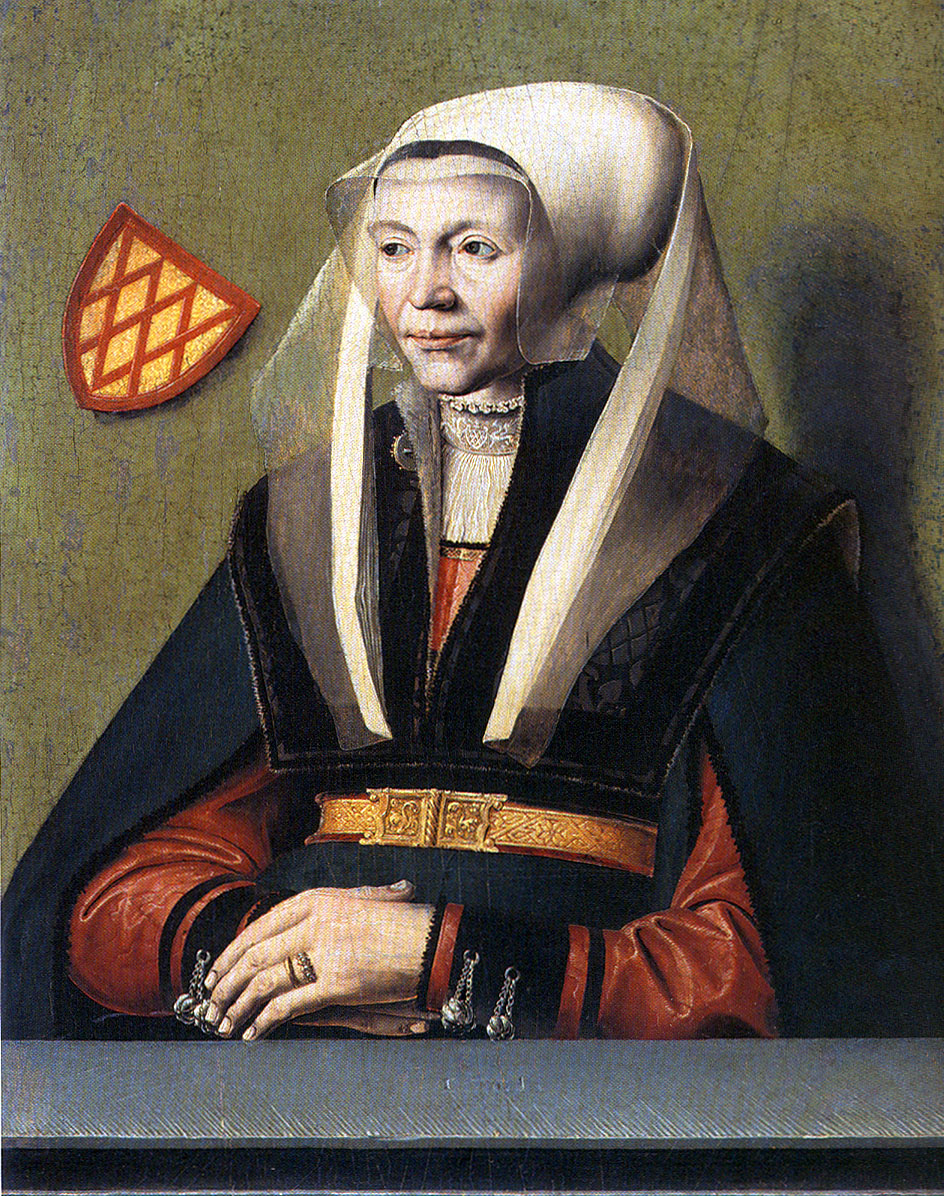
Портрет, предположительно, Анны том Ринг, супруги художника. Ок. 1541, Музей искусства и истории культуры (Мюнстер).

Родился в 1496 году в Мюнстере. Имена его учителя или учителей неизвестны; вероятно, учился живописи в Голландии. В дальнейшем вернулся в Мюнстер.
Зарабатывая на жизнь своим искусством, принадлежал к наиболее зажиточному слою городских жителей. Имел свою собственную мастерскую и учеников. В частности  являлся первым учителем Генриха Альдегревера, в дальнейшем ставшего известным гравёром и последователем Дюрера (а возможно и его учеником). Сотрудничал с мюнстерским инженером и типографом Дитрихом Цвивелем, принимая участия в оформлении издаваемых им книг, и , возможно, помог украсить часы, которые Цвивель создал для Мюнстерского собора.
В 1519/20 году женился на Анне Роруп. В этом браке родилось восемь детей, трое из которых (в том числе, Лудгер том Ринг Младший) стали художниками.
Лудгер том Ринг был последователем Лютера, однако, когда власть в Мюнстере на некоторое время захватили сторонники более радикальной формы Реформации — анабаптисты (не путать с баптистами), Лудгер том Ринг с семьёй бежали из города (1533) и вернулись туда после поражения анабаптистов (1535). После этих событий том Ринг получил многочисленные заказы на восстановление фресок и декоративных росписей в интерьерах светских и религиозных построек города, который сильно пострадал от длительной осады.
Лудгер том Ринг и его жена умерли во время эпидемии чумы в Вербное воскресенье в 1547 году.

## Творчество
Одной из наиболее известных работ Лудгера том Ринга является цикл из 15 «портретов» «прорицателей» и «сивилл». Во времена Ренессанса в Европе была популярна легенда о том, что выдающиеся деятели языческой античности, такие, как легендарная Кумская сивилла или Вергилий, якобы предсказывали рождение Христа. Эти легенды были основаны на апокрифических текстах, написанных ранними христианами в первые столетия нашей эры. Из-за этого в храмах эпохи Ренессанса было принято размещать изображения античных языческих жриц, каковыми, собственно говоря, и являлись Сивиллы. Так, Микеланджело выполнил фрески с изображениями Сивилл для Сикстинской капеллы, а Лудгер том Ринг — серию изображений для Мюнстерского собора. Эта серия заменила прежнюю — за авторством Робера Кампена, которая ранее была уничтожена в ходе боёв за город между анабаптистами и их противниками.
Примечательно, что кроме сивилл и поэта Вергилия, в число «прорицателей», «предсказывавших» рождение Иисуса, Лудгером том Рингом был включен и греческий бог Аполлон (возможно потому, что информация из книг античных авторов о храме с оракулом Аполлона в городе Милете в эпоху Ренессанса была воспринята, как собственное имя прорицателя — Аполлона Милетского).
Из 15 «портретов» в настоящее время сохранилось восемь: семь в музеях Мюнстера и восьмой в Лувре. Внешний вид «портретируемых» был основан исключительно на фантазии художника; их одежда являлась причудливой комбинации одежды современников том Ринга с его собственными представлениями о том, что могли носить люди многие столетия назад (с решающим преобладанием первого элемента). Портреты отличаются изысканностью исполнения и неординарностью трактовки.
К числу других сохранившихся работ Лудгера том Ринга относятся его автопортрет и парный к нему портрет жены. Мастерство том Ринга как портретиста привело к тому, что ряд его картин были в дальнейшем атрибутированы Гансу Гольбейну Младшему.

## Галерея

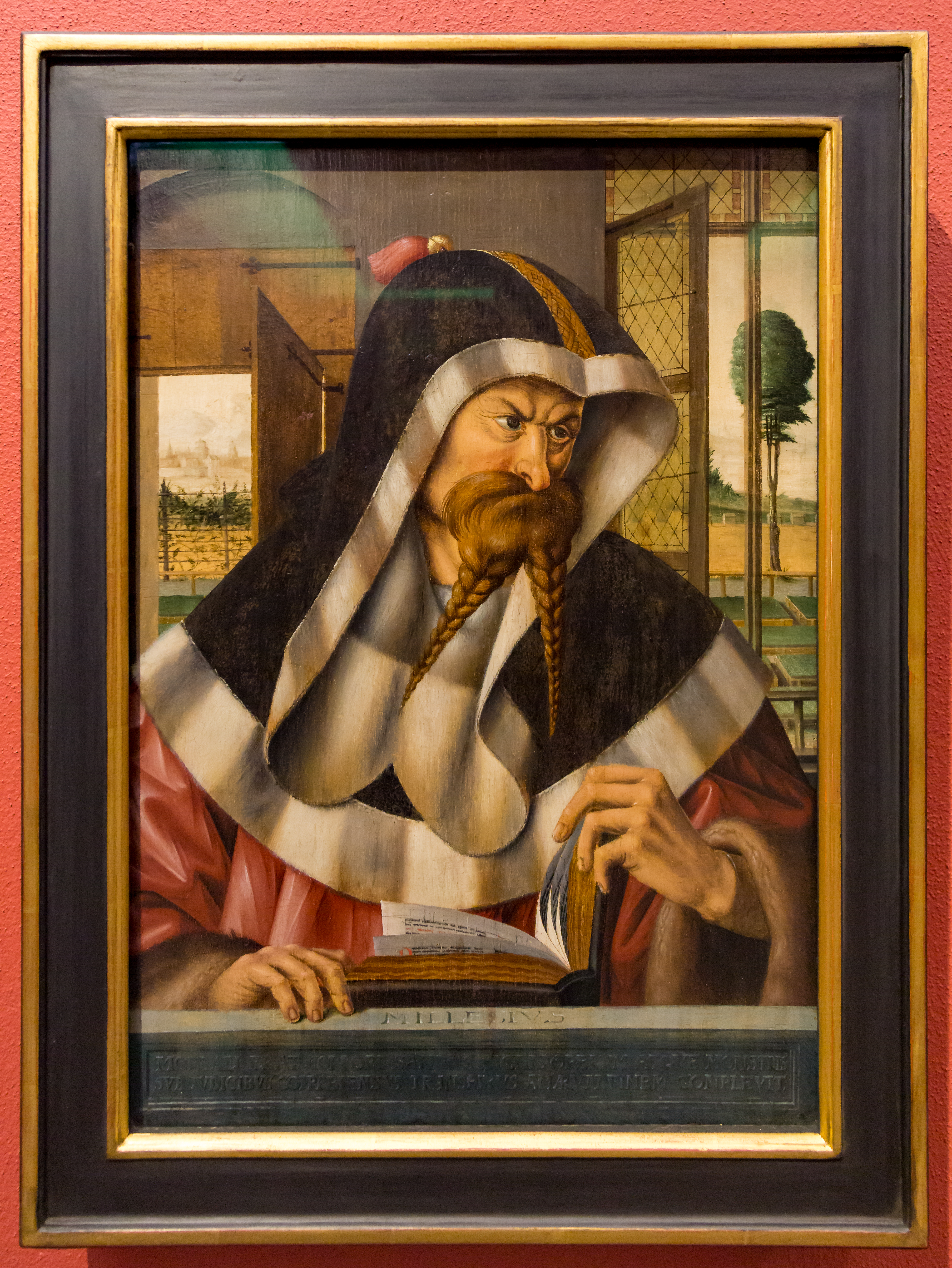
Аполлон Милетский
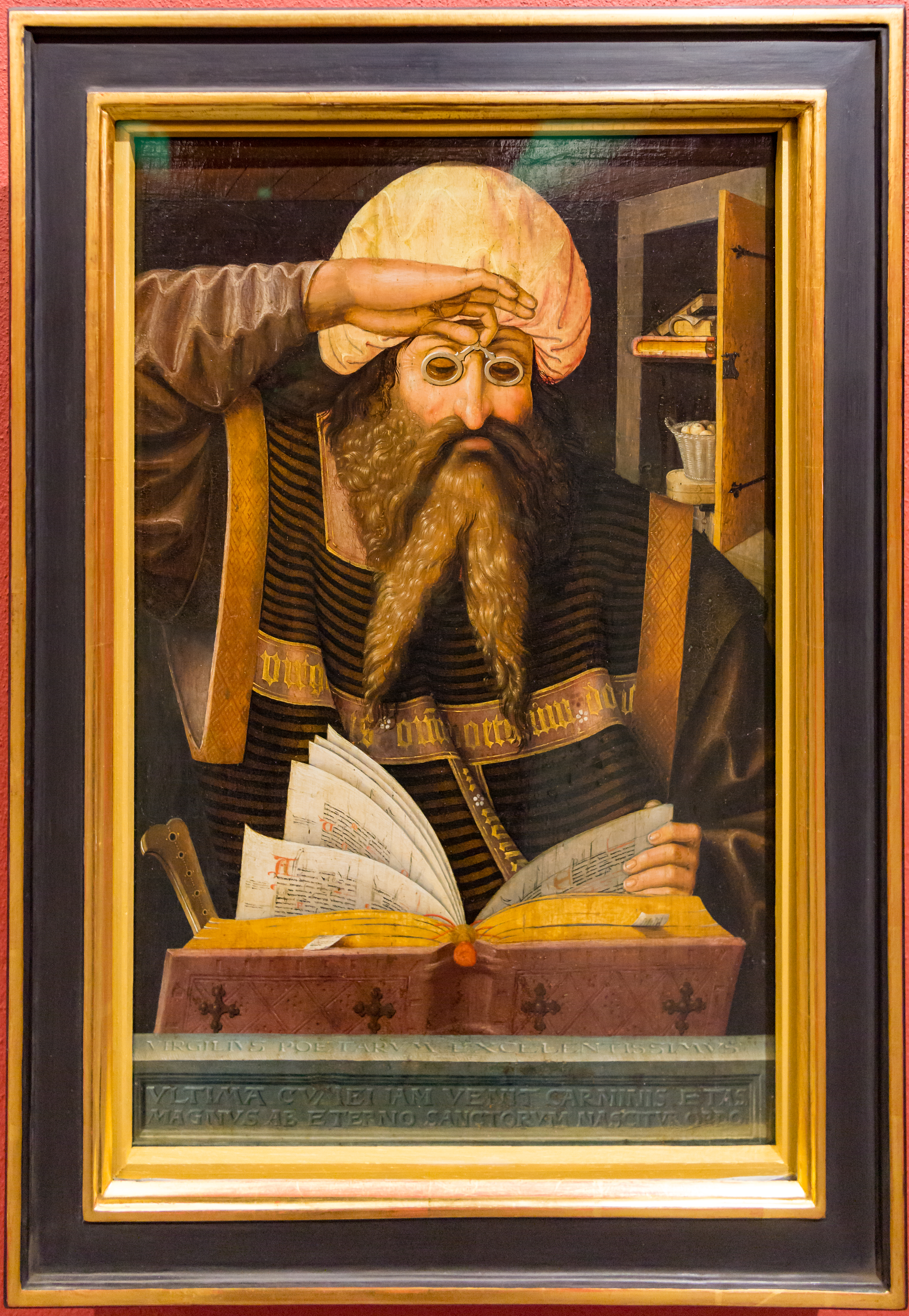
Вергилий
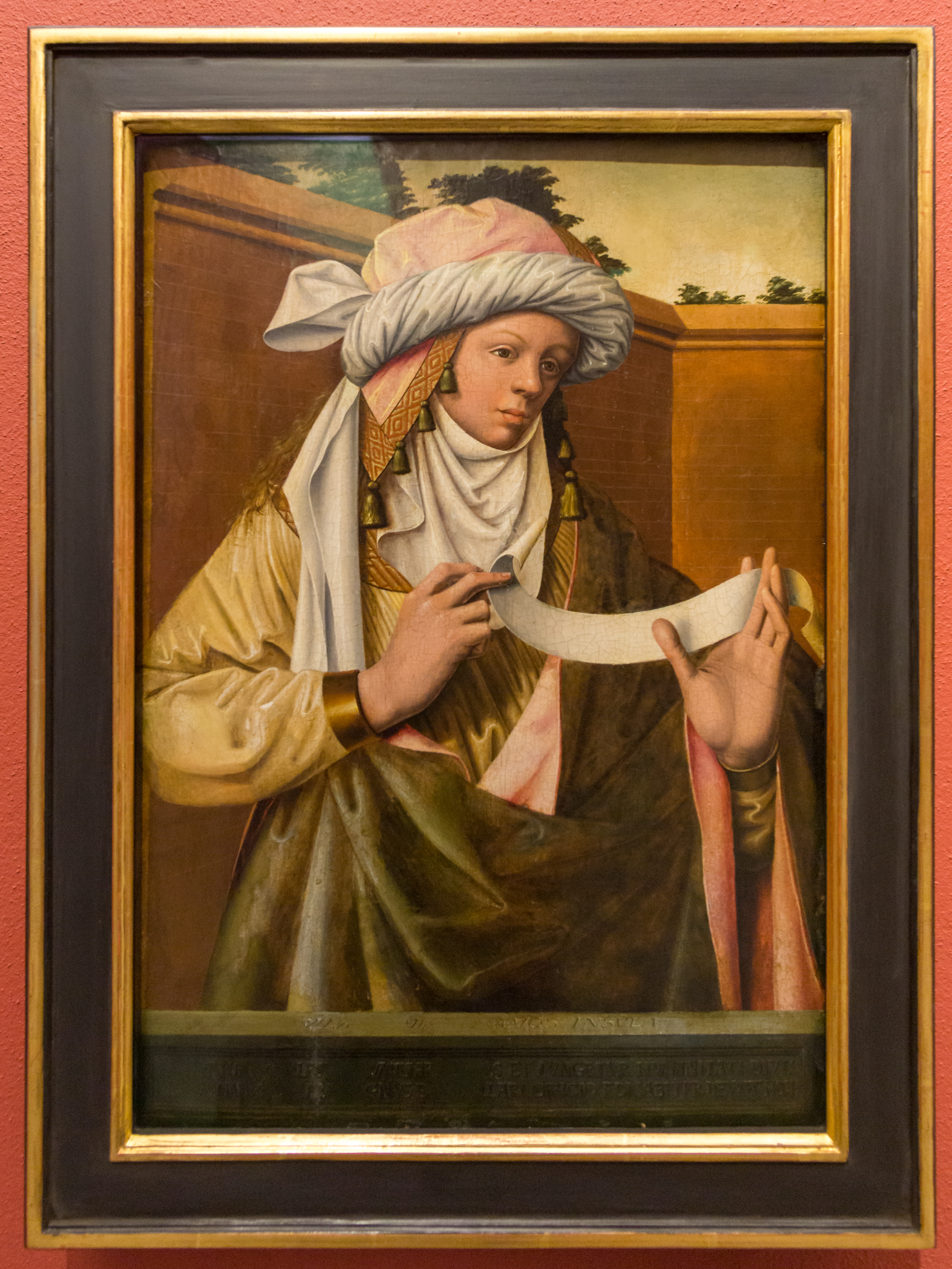
Самосская сивилла
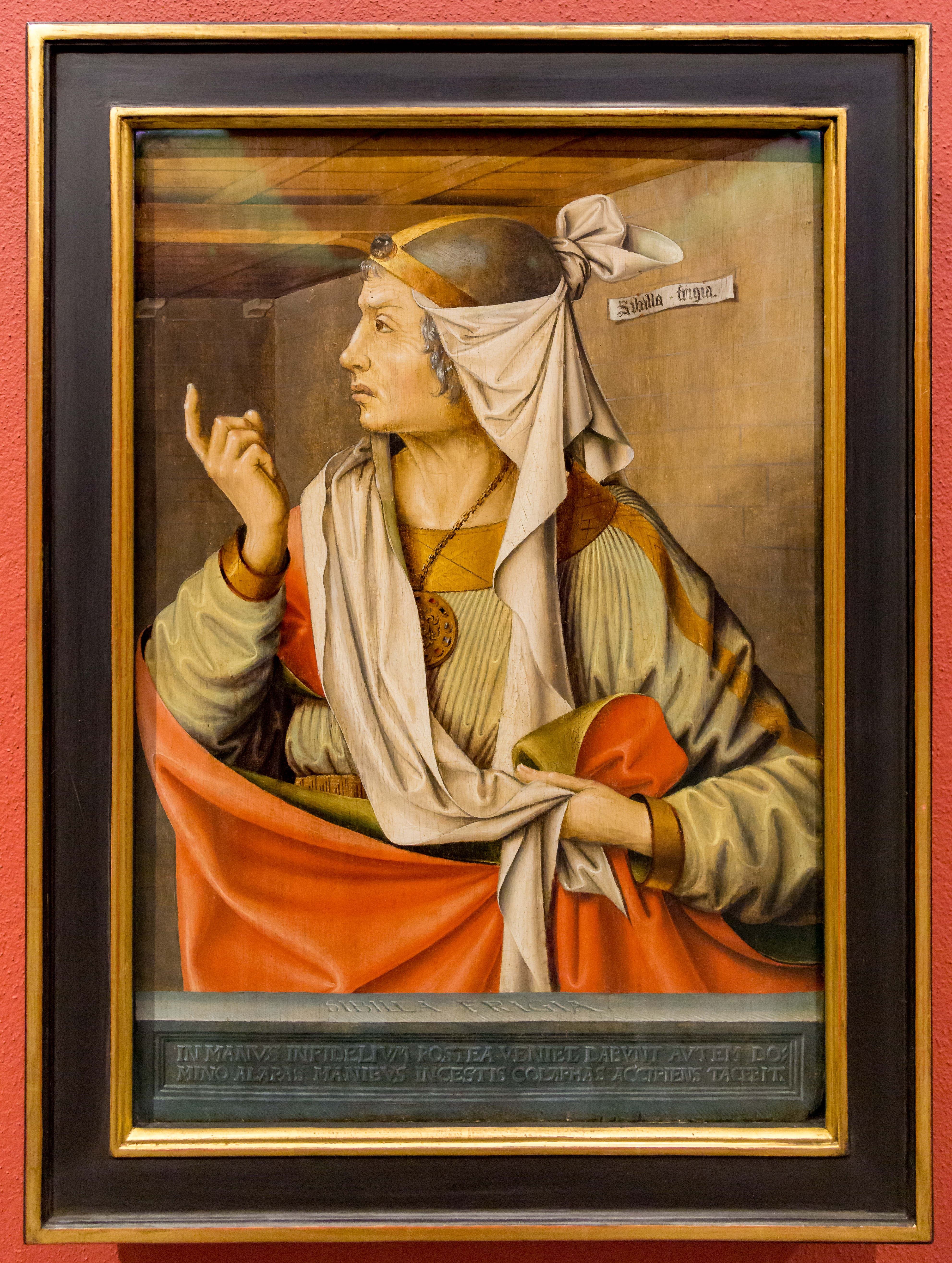
Фригийская сивилла
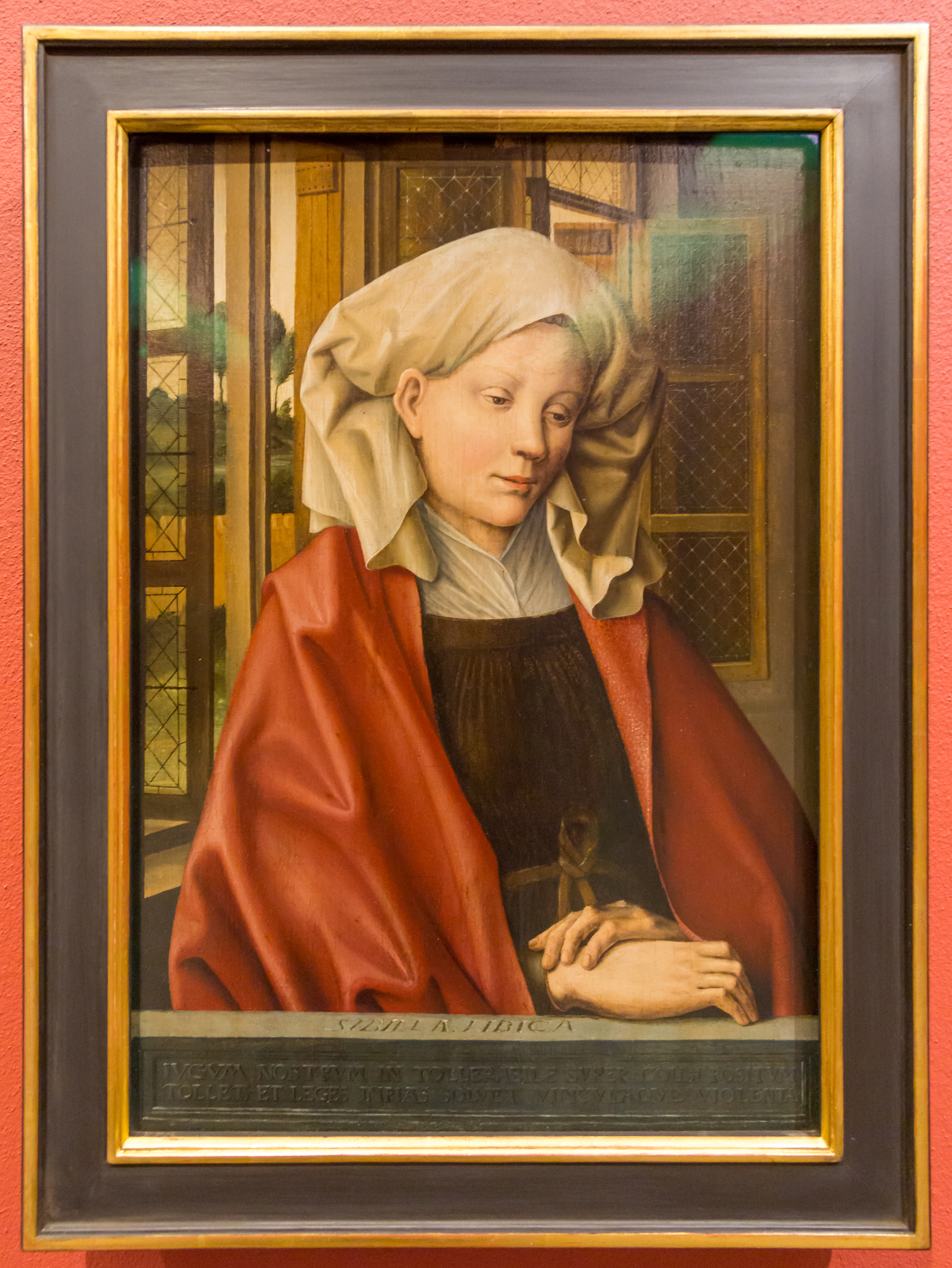
Ливийская сивилла
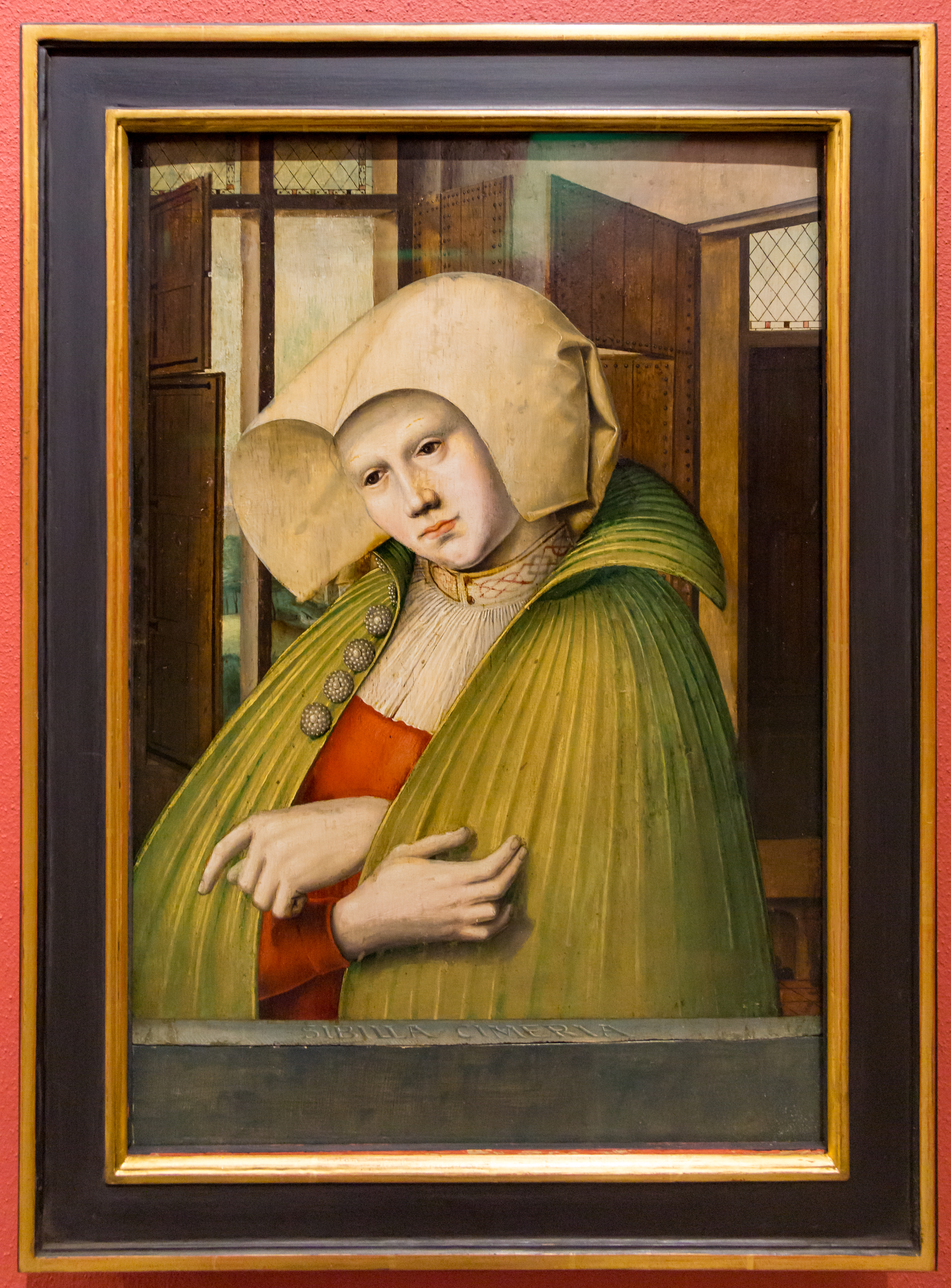
Киммерийская сивилла
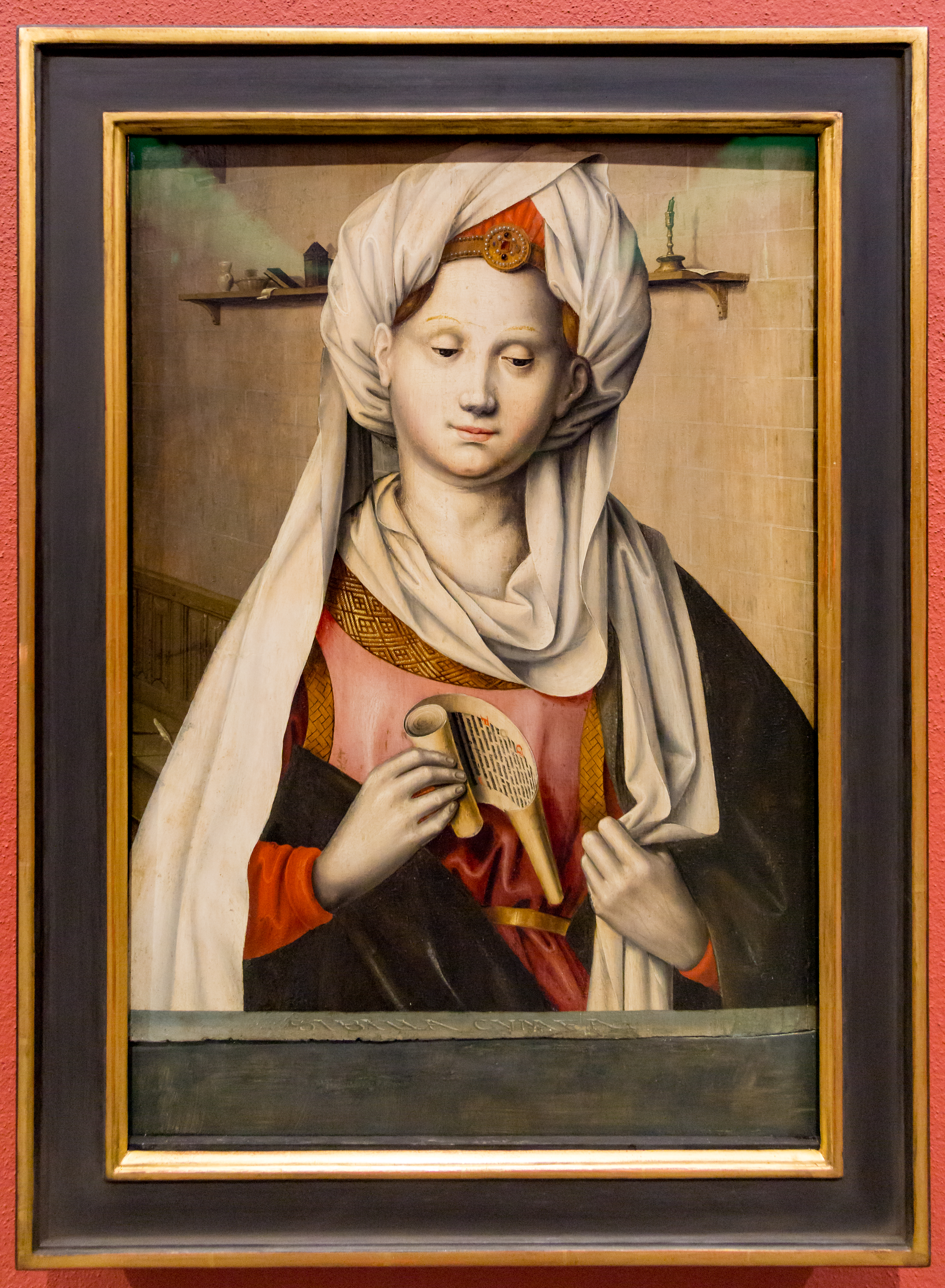
Кумская сивилла
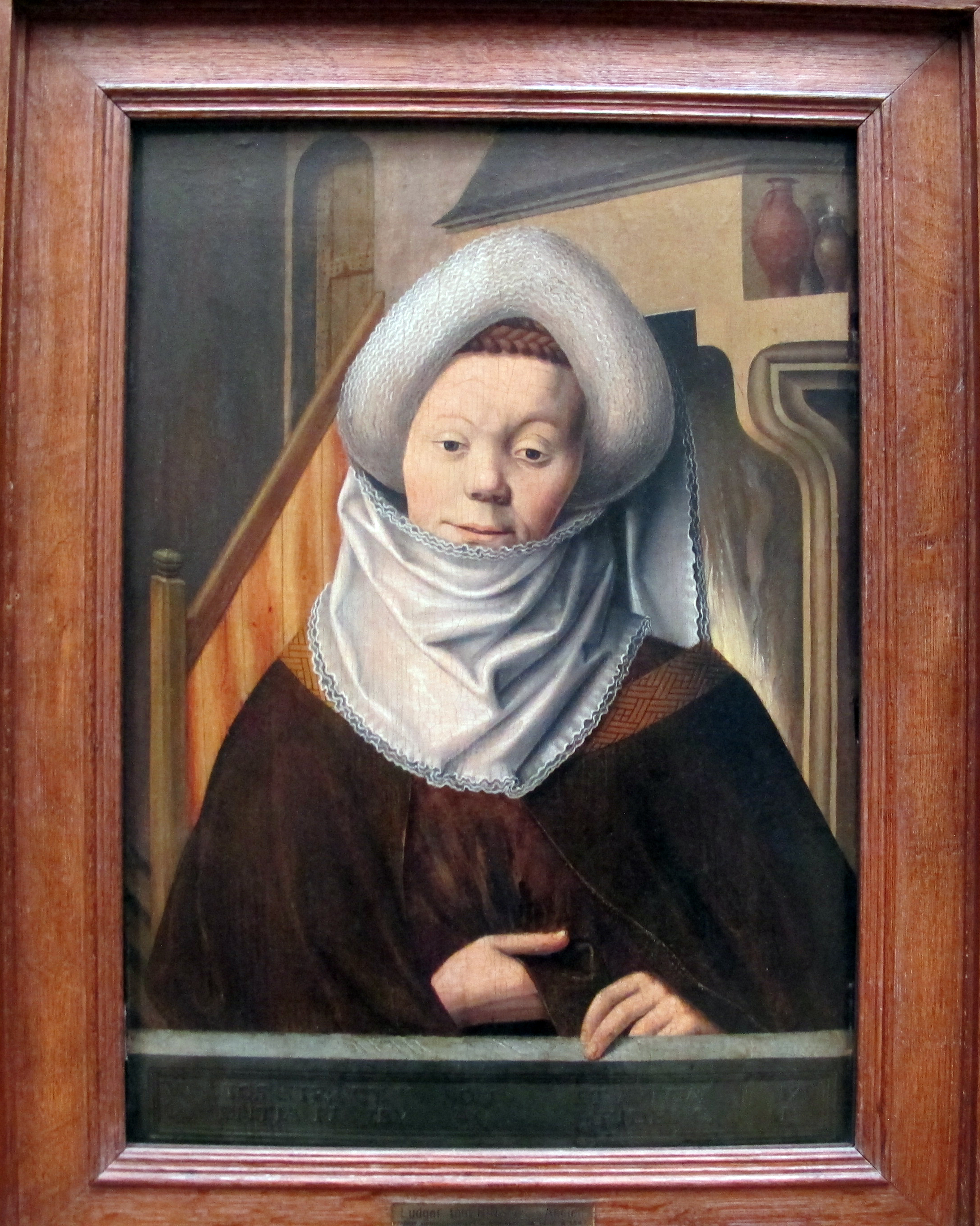
Дельфийская сивилла